# Kylee
Kylee（カイリー、1994年5月25日 - ）は、アメリカ・アリゾナ州出身の女性歌手。血液型はO型。身長163cm。日本での活動時の所属レコード会社はデフスターレコーズだった。

## 人物
日本及びアメリカにて活動を展開していた歌手。アメリカ人の父と日本人の母の間に生まれ、幼い頃から洋楽とJ-POPに隔てなく触れて育った。
好きな言葉は「NEVER GIVE UP!」、大切にしているものは家族、友達。好きなアニメは『となりのトトロ』。
本国アメリカでは、11歳のときにNBAの開会式で国歌独唱を披露。そのことが米4大スポーツ関係者の間で話題となり、NBAポートランド・トレイルブレイザーズ、NBAフェニックス・サンズ、そしてMLBアリゾナ・ダイアモンドバックスと、次々に公式戦での国歌独唱のオファーを受け、最大で6万人の観衆を前に歌を披露した。
日本での音楽活動は2008年から。ネット配信により日米で公開されたBONES制作アニメ『亡念のザムド』のテーマソング歌手に抜擢されたことでスタート。アメリカ在住のままでの活動だった。
ハイスクールでは学内で一握りのhonor student（学業優秀学生）に選ばれるほどの優秀な成績をおさめ、2012年9月に名門スタンフォード大学に進学した。
2017年8月、自身のツイッターにてアメリカ人の男性と結婚したことを発表。

## 来歴

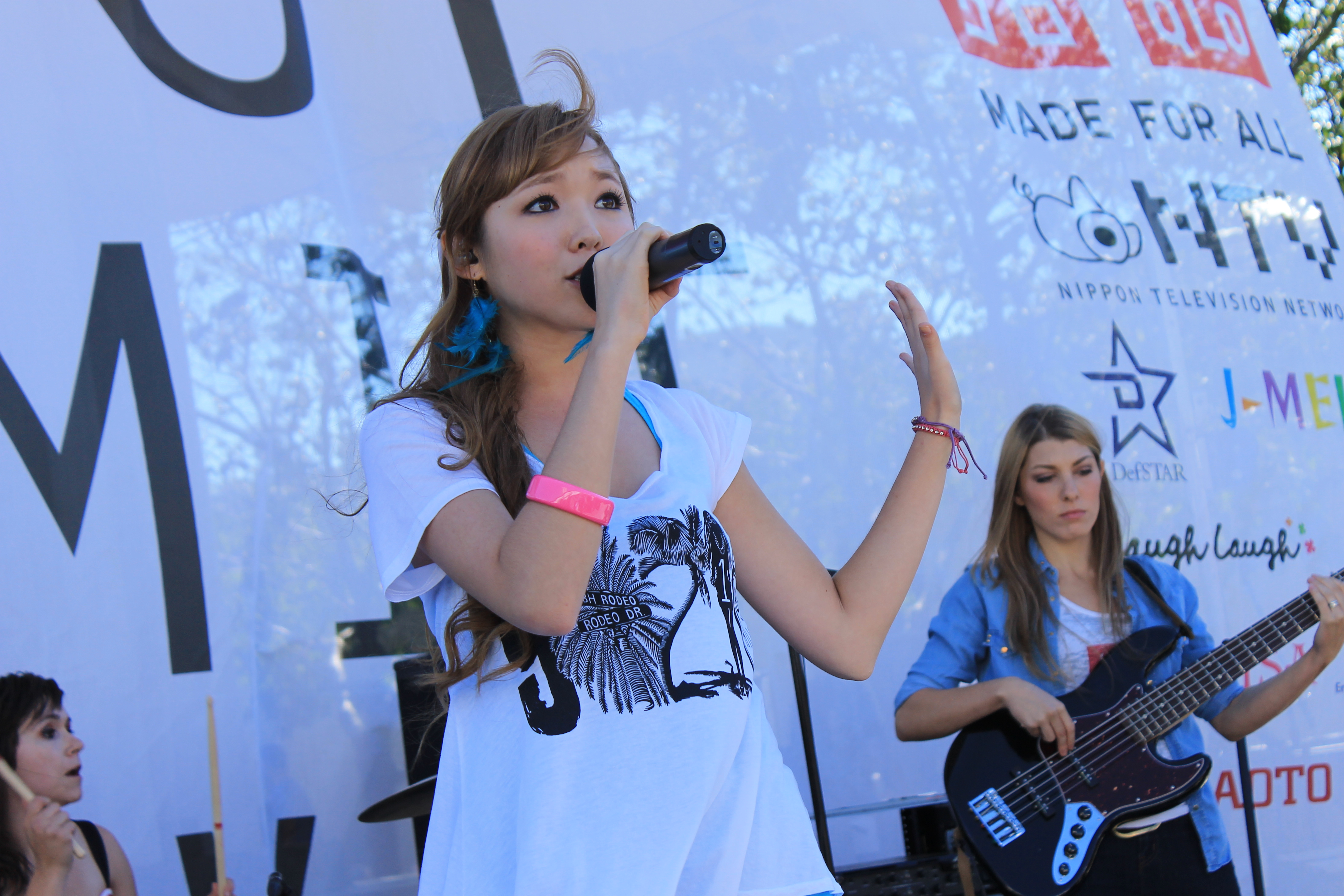
ライブの様子

2008年12月3日、インディーズ1stシングル「VACANCY」をリリース。
2009年8月、「SUMMER SONIC 2009」において、東京・大阪の両会場でオープニングアクトに抜擢される。SUMMER SONICの主要ステージにおいて、15歳でのライヴ・パフォーマンスは史上最年少だった。
2010年3月24日、映画『誰かが私にキスをした』の主題歌「キミがいるから」でメジャーデビュー。さらに同作に女優としても出演し、歌手と女優として同時デビューを果たした。
2010年8月、「SUMMER SONIC 2010」に2年連続で出演。同年10月発売の3rdシングル「Everlasting」（アニメ「機動戦士ガンダムUC episode2 赤い彗星」主題歌）にて初のオリコンデイリーランキングTOP10入りを果たす。
2011年1月、adidas NEO LABELの専属モデルに抜擢。同年5月、アメリカNBCの人気モーニングショー『TODAY』で2日に渡って特集されたほか、アメリカの新聞やYahoo!（USA）、MSN（USA）などのWebサイトでもトップページに紹介記事が掲載された。6月16日、地元アリゾナ州フェニックスのチェイスフィールドで行なわれたMLB公式戦で、5万人の観衆の前で約4年ぶりに国家を独唱した。11月、1stアルバム『17』をリリース。12月、『TOYOTAプレゼンツFIFAクラブワールドカップ2011』決勝戦で、7万人の観衆の前で大会公式イメージソング「NEVER GIVE UP!」を歌唱。
2011年12月と翌2012年1月、オバマ大統領の選挙活動の一環で行われることになった国家独唱を任される。
2012年3月、初の全国ツアー「17」を開催。同年8月に「MTV ZUSHI FES 12 supported by RIVIERA」、9月に「イナズマロックフェス 2012」と2つのフェスに出演。
2013年5月、P!nk featuring Nate Ruessの「Just Give Me A Reason」をカバーしたミュージック・ビデオをYouTubeで公開。わずか2週間で100万回再生を記録した。楽曲はUSA在住のクリエイターKurt Hugo Schneiderにより、"歌えるプログラマー"Sam Tsuiとのデュエット曲としてアレンジされた。同じ月には、ニューヨーク・セントラル・パークで開催された日米の文化交流を目的としたイベント"Japan Day"に出演、7月にはパリで開催されたJAPAN EXPOにも参加した。
2014年以降、新譜の発売が無くなる。
2015年6月にデフスターレコーズがエスエムイーレコーズに吸収合併される形で運営終了したのに伴い、日本での活動も終了する。その後、アメリカではしばらく活動を継続していた。
2021年、代表曲「CRAZY FOR YOU」のリリースから10年を記念して、ミュージック・ビデオが順次Sony MusicのYouTube公式チャンネルにて公開される。

## ディスコグラフィ

### シングル
|              | 発売日         | タイトル         | 規格         | 規格品番                 | 順位         |
| インディーズ | インディーズ   | インディーズ     | インディーズ | インディーズ             | インディーズ |
| ------------ | -------------- | ---------------- | ------------ | ------------------------ | ------------ |
| 1st          | 2008年12月3日  | VACANCY          | CD           | RX-025                   | 189位        |
| メジャー     |                |                  |              |                          |              |
| 1st          | 2010年3月24日  | キミがいるから   | CD           | DFCL-1623                | 45位         |
| 2nd          | 2010年7月7日   | missing/IT'S YOU | CD+DVD       | DFCL-1655:初回生産限定盤 | 34位         |
| 2nd          | 2010年7月7日   | missing/IT'S YOU | CD           | DFCL-1657:通常盤         | 34位         |
| 3rd          | 2010年10月27日 | Everlasting      | CD+DVD       | DFCL-1692:初回生産限定盤 | 18位         |
| 3rd          | 2010年10月27日 | Everlasting      | CD           | DFCL-1694:通常盤         | 18位         |
| 3rd          | 2010年10月27日 | Everlasting      | CD           | DFCL-1695:期間生産限定盤 | 18位         |
| 4th          | 2011年7月13日  | NEVER GIVE UP!   | CD+DVD       | DFCL-1779:初回生産限定盤 | 63位         |
| 4th          | 2011年7月13日  | NEVER GIVE UP!   | CD           | DFCL-1781:通常盤         | 63位         |
| 5th          | 2011年10月5日  | CRAZY FOR YOU    | CD+DVD       | DFCL-1798:初回生産限定盤 | 23位         |
| 5th          | 2011年10月5日  | CRAZY FOR YOU    | CD           | DFCL-1800:通常盤         | 23位         |
| 6th          | 2012年6月13日  | 未来             | CD+DVD       | DFCL-1894:初回生産限定盤 | 35位         |
| 6th          | 2012年6月13日  | 未来             | CD           | DFCL-1896:通常盤         | 35位         |
| 7th          | 2013年2月13日  | 大好きなのに     | CD           | DFCL-1979:通常盤         | 49位         |
| 7th          | 2013年2月13日  | 大好きなのに     | CD           | DFCL-1980:期間生産限定盤 | 49位         |

### ミニアルバム
|              | 発売日       | タイトル      | 規格         | 規格品番     | 順位         |
| インディーズ | インディーズ | インディーズ  | インディーズ | インディーズ | インディーズ |
| ------------ | ------------ | ------------- | ------------ | ------------ | ------------ |
| 1st          | 2009年3月4日 | Love Kicks... | CD           | RX-027       |              |

### アルバム
|          | 発売日         | タイトル | 規格     | 規格品番                 | 順位     |
| メジャー | メジャー       | メジャー | メジャー | メジャー                 | メジャー |
| -------- | -------------- | -------- | -------- | ------------------------ | -------- |
| 1st      | 2011年11月23日 | 17       | CD+DVD   | DFCL-1811:初回生産限定盤 | 15位     |
| 1st      | 2011年11月23日 | 17       | CD       | DFCL-1813:通常盤         | 15位     |

### 企画盤
|          | 発売日        | タイトル                 | 規格     | 規格品番  | 順位     |
| メジャー | メジャー      | メジャー                 | メジャー | メジャー  | メジャー |
| -------- | ------------- | ------------------------ | -------- | --------- | -------- |
| 1st      | 2009年7月29日 | Kylee meets 亡念のザムド | CD       | DFCL-1585 | 48位     |

### 参加作品
| 発売日         | タイトル                         | 参加曲           | 備考                                                  |
| -------------- | -------------------------------- | ---------------- | ----------------------------------------------------- |
| 2012年10月24日 | YUIトリビュート『SHE LOVES YOU』 | 7. My Generation | YUIの楽曲をさまざまなアーティストがカバーしたアルバム |
| 2013年10月7日  | IVORY7 CHORD『Synesthesia』      | 5. ONE           | 歌詞を提供                                            |

### タイアップ
| 曲名                         | タイアップ |
| VACANCY                      | アニメ『亡念のザムド』（PlayStation Network）エンディングテーマ |
| Just Breathe                 | アニメ『亡念のザムド』（毎日放送系・地上波版）エンディングテーマ2 |
| Over U                       | アニメ『亡念のザムド』（毎日放送系・地上波版）エンディングテーマ1 |
| キミがいるから               | 映画『誰かが私にキスをした』主題歌 |
| On My Own                    | 映画『誰かが私にキスをした』挿入歌 |
| missing                      | テレビ東京系アニメ『HEROMAN』オープニングテーマ |
| IT'S YOU                     | 『nissen,』2010夏号CMソング |
| Everlasting                  | OVA『機動戦士ガンダムUC episode 2 「赤い彗星」』主題歌 |
| NEVER GIVE UP!               | 日本テレビ系『ハッピーMusic』POWER PLAY 日本海テレビ『ブランディア うれしいことふやそう!』2011年7月度マンスリーソング テレビ神奈川『高校野球中継』テーマソング 日本テレビ系『TOYOTA presents FIFA クラブワールドカップ JAPAN 2011』番組イメージソング |
| My Best Friend               | 『河合塾』2011年度CMソング |
| CRAZY FOR YOU                | 日本テレビ系『ハッピーMusic』POWER PLAY 『nissen,』2011秋号CMソング |
| BRAND NEW WAVE feat.Orianthi | 読売テレビ『大阪マラソン2011』応援ソング |
| 未来                         | 映画『シグナル 〜月曜日のルカ〜』主題歌 |
| FEEL                         | TBS系『まさかのホントバラエティー イカさまタコさま』エンディングテーマ H.I.S『Super Summer Sale』CMソング |
| Anywhere                     | NHKワールド『J-MELO』エンディングテーマ |
| 大好きなのに                 | TBS・毎日放送系アニメイズム『絶園のテンペスト』オープニングテーマ |

## ミュージックビデオ
| 監督     | 曲名 |
| 岡川太郎 | 「BRAND NEW WAVE feat.ORIANTHI」                                                                                               |
| 清水康彦 | 「NEVER GIVE UP!（Kylee with 女子高生チアガール）」                                                                            |
| 鈴木利幸 | 「CRAZY FOR YOU」「Everlasting」「FEEL」「IT'S YOU」「NEVER GIVE UP!」「missing」「大好きなのに」「未来」「未来 シグナルVer.」 |
| 千田一騎 | 「VACANCY」「You Get Me」 |
| 務中基生 | 「キミがいるから」 |

## 出演

### 映画
- 誰かが私にキスをした（2010年） - ウィニー 役

### テレビ
- NHKEテレ『スーパープレゼンテーション』（2012年4月2日 - 9月24日、ナビゲーター）
- NHK BSプレミアム『J-MELO』（2012年4月2日 - ?、ナビゲーター）